# Il Ferale
Il Ferale è una montagna dell'isola d'Elba situata alle pendici del Monte Capanne, di cui costituisce un contrafforte in direzione nord-est. Si trova tra il Monte Corto e Le Panche. Il toponimo deriverebbe dal latino feralis («selvaggio»), ma altre ipotesi ne legano l'etimologia a farale (latino far, «farro») o fenale (latino fenum, «fieno»). La vetta si trova tra il Monte Corto e il paese di Poggio. Sulla montagna, il cui fianco occidentale prende il nome di Cardiccia dalla presenza del Carduus cephalanthus, esistono due caprili per la mungitura delle capre: il Caprile del Ferale Basso e il Caprile del Ferale Alto (quest'ultimo conserva l'unica capanna in pietra della zona, realizzata dal pastore sanpierese Aristide Martorella intorno al 1931).

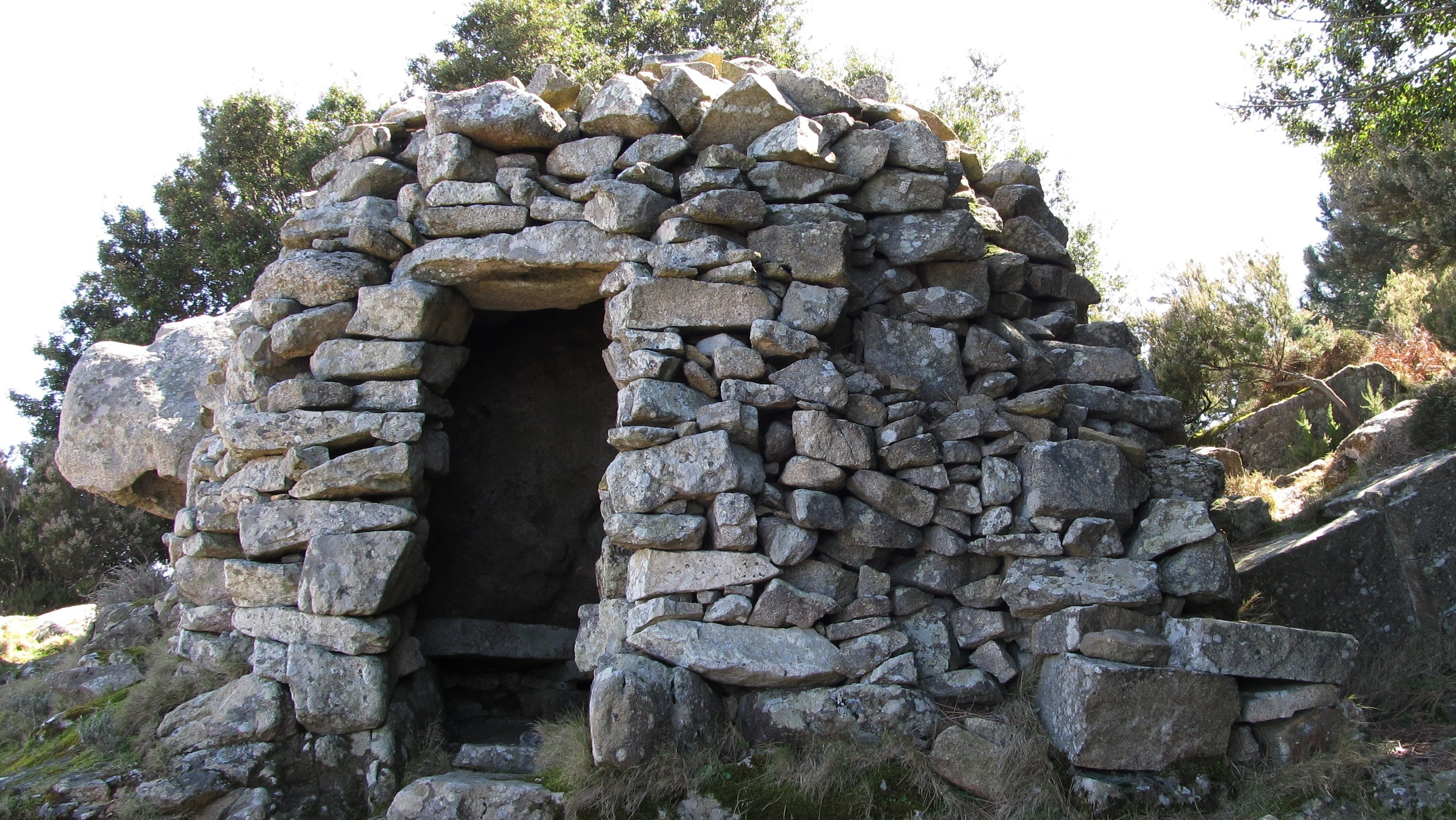
Caprile del Ferale, probabile opera del pastore Aristide Martorella

## Ambiente
La vegetazione è composta da gariga caratterizzata dai cuscinetti spinosi di Genista desoleana e da Helichrysum italicum, Crocus ilvensis, Lilium bulbiferum croceum, Erica arborea, Arbutus unedo e Quercus ilex. A quota più bassa si trova una delle pochissime stazioni di  Asphodelus ramosus presenti nel settore occidentale dell'Elba.

## L'attendamento della stazione geodetica
Ai primissimi anni del XX secolo risalivano due basse strutture in pietra a secco, senza copertura a con il lato frontale aperto, costruite a protezione delle due tende che ospitavano i quattro manutentori della stazione geodetica posta sulla vetta del soprastante Monte Capanne. Le due opere murarie furono smantellate, intorno al 1931, per la costruzione della capanna pastorale probabilmente realizzata dal pastore Aristide Martorella.

## La «Strada a piana»
Sulle pendici settentrionali del massiccio del Monte Capanne si snoda orizzontalmente un percorso chiamato Strada a piana, realizzato con lastroni di granodiorite locale. Fu creato intorno al 1935 come via di lavoro per le opere di rimboschimento a conifere condotte dal Corpo forestale sulle falde del Monte Giove; tale tracciato, che interessa le località Ferale e Pedalta, oggi corrisponde alla Grande Traversata Elbana Nord.